# Трубниково (Кирсановский район)
Тру́бниково — деревня в Кирсановском районе Тамбовской области России. Входит в состав Соколовского сельсовета.

## География
Деревня находится в восточной части Тамбовской области, в лесостепной зоне, в пределах Окско-Донской равнины, на левом берегу реки Малый Ломовис, на расстоянии примерно 34 км (по прямой) к северо-западу от города Кирсанов, административного центра района. Абсолютная высота — 193 м над уровнем моря.
Часовой пояс
Деревня Трубниково, как и вся Тамбовская область, находится в часовой зоне МСК (московское время). Смещение применяемого времени относительно UTC составляет +3:00.

## Население
| 2010 |
| ---- |
| 18   |

Половой состав
По данным Всероссийской переписи населения 2010 года, в гендерной структуре населения мужчины составляли 38,9 %, женщины — соответственно 61,1 %.
Национальный состав
Согласно результатам переписи 2002 года, в национальной структуре населения русские составляли 100 % из 33 чел.